# Das Geheimnis von Bombay
Das Geheimnis von Bombay ist ein deutscher Stummfilm aus dem Jahre 1921 mit Lil Dagover und Conrad Veidt in den Hauptrollen.

## Handlung
Gabriela Farnese ist eine berühmte Sängerin, die derzeit auf einem großen Passagierdampfer über die Meere reist. Für eine Nacht legt der Luxusliner im Hafen der indischen Stadt Bombay an. In Begleitung des Dichters Tossi geht sie dort an Land, um eine geheimnisvolle Doppelgängerin, die Tänzerin Concha, zu suchen. Gabriela hat gehört, dass diese angeblich in einem indischen Teehaus ihre Darbietungen zum Besten geben. Vor dem Etablissement wird Gabriela von einem finsteren Gesellen verschleppt. Conchas Freund ist auf die Idee gekommen, Gabriela aufgrund ihrer Ähnlichkeit mit Concha zu kidnappen, um beide gegeneinander auszutauschen. Concha wird nämlich wegen Mordes gesucht, und sie soll nun Gabrielas Identität annehmen, während man die Sängerin kurzerhand in einem unterirdischen Gewölbe verschwinden lässt.
Tossi, der von dem Schurken aufgehalten worden war, bemerkt, dass Gabriela nicht mehr Gabriela, sondern die gesuchte Concha ist und alarmiert die Polizei. Concha hat derweil die günstige Gelegenheit genutzt, um sich an Gabrielas Stelle auf den Ozeanriesen zu schmuggeln, um so unbemerkt das Land verlassen zu können. Tossi, der versucht, Gabriela eigenhändig zu befreien und zu retten, kommt dabei ums Leben. Doch die Polizei hat längst den Braten gerochen und befreit mithilfe des englischen Lords Pombroke Gabriela. Die Polizei kann wenig später die mörderische Doppelgängerin ihrer gerechten Strafe zuführen, bevor es dieser gelingen kann, mit dem ablegenden Schiff Indien für immer zu verlassen.

## Produktionsnotizen
Das Geheimnis von Bombay, bisweilen auch mit dem Untertitel Das Abenteuer einer Nacht versehen, entstand im Bioscop-Atelier in Neubabelsberg, passierte am 21. Dezember 1920 die Filmzensur und erhielt Jugendverbot. Die Uraufführung fand am 6. Januar 1921 in Berlins Marmorhaus statt. Die Länge des Streifens betrug 1670 Meter, verteilt auf fünf Akte.
Die beiden Stars des Films, Dagover und Veidt, hatten im Jahr zuvor für dieselbe Produktionsfirma in dem expressionistischen Meisterwerk Das Cabinet des Dr. Caligari vor der Kamera gestanden. Die beiden Caligari-Filmarchitekten Robert Herlth und Walter Röhrig wurden für diese Produktion erneut eingesetzt. Rudolf Meinert hatte die Produktionsleitung.